# Blubber

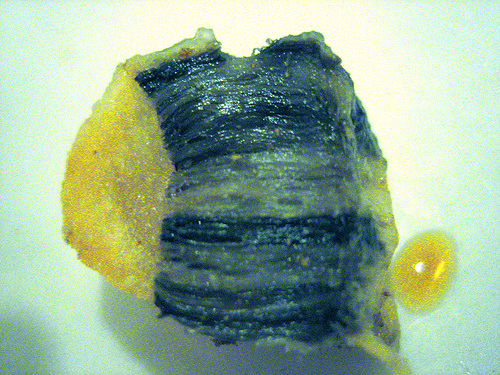
Walvisblubber

Blubber is een dikke laag isolerend vet juist onder de huid van walvissen en andere diersoorten die leven in extreem koude klimaten, inclusief zeehonden en walrussen. Het is een belangrijk onderdeel van het traditionele Inuit-voedingspatroon vanwege de hoge energetische waarde. 
De walvisjacht nam in de zeventiende eeuw grote vormen aan omdat uit het vet van de walvis olie kon worden gewonnen. Nederlandse walvisvaartreders waren verenigd in een speciale onderneming, de Noordsche Compagnie. Blubber werd op eilanden bij Spitsbergen en Jan Mayen gekookt in grote ketels op traanovens om er de walvistraan aan te onttrekken. Een belangrijke nederzetting was Smeerenburg op Amsterdam. De dierlijke olie werd in Europa met name gebruikt als lampolie. 
In later tijd gebeurde het koken van de blubber in grote vaten op speciale walvisfabrieksschepen.